# Мінамі-Тане

Мінамі-Тане (яп. 南種子町, みなみたねちょう, мінамі-тане тьо) — містечко в Японії, у південній частині префектури Каґосіма, на півдні острова Танеґасіма.